# 상어 아일랜드
상어 아일랜드(영어: Shark Island)는 (주)코리아보드게임즈에서 제작한 어린이용 보드게임이다.

## 에피소드
해적선이 난파되어 바다로 빠졌지만 희망의 빛은 보이지 않았다. 그런데 저 멀리 상어가 오고 있었다. 도망가라! 상어에게 잡히기 전에 섬으로 헤엄처라. 획득하라! 섬으로 가는 길에 금화 16닢이 있다. 금화를 가장 많이 얻고 가장 빨리 섬으로 오는 해적이 최후의 승리를 해 커다란 기쁨을 얻을 것이다.

## 구성물
- 트랙
- 해적 말 4개
- 금화 16닢
- 주사위 1개
- 야자수 1개
- 규칙서

## 게임 규칙
먼저 트랙을 조립한 후 금화 16닢을 원하는 곳에 배치한다. 해적 말과 순서 등을 정한 뒤 녹색 섬에 있는 보물상자를 누르면 게임이 시작된다. 상어에게 잡히기 전에 주사위를 돌려 금화를 얻는 데 금화 뒤에 적힌 수를 절대 보면 안된다. 그리고 주사위에 나온 숫자 대로 금화를 획득할 수 있다. 상어의 함정은 2개 가 있다. 만약 상어에게 잡혀 트랙에서 벗어나면 그 사람은 탈락이 되고, 녹색섬으로 오면 안전하다고 볼 수 있다. 또 모두(탈락이 된 사람 제외) 녹색섬으로 온다면 금화를 뒤집어 금화 뒤에 있는 수를 확인한 뒤 그 수들을 모두 더해 가장 큰 합인 사람이 승리하는 것이다. 
예를 들어 A와 B가 이 게임을 시작해 모두 녹색섬으로 돌아왔는데 금화 뒷 수를 더해 보니 A는 1+3+2=6, B는 2+3=5였다. 그래서 이번 판 게임은 A가 이긴 것이 되는 것이다. 만약 두 사람의 합이 같았더라면 더 빨리 섬에 도착한 사람이 승리하게 되는 것이다. 또 금화 뒤 수는 1~3 까지만 있으며 만약 아무도 녹색섬에 도착하지 못한다면 상어들의 승리인 것이다.(더 자세한 것은 규칙서 참고)

## 그외
정보
- 품명:완구
- 모델명:KBG********
- 제조연월:별도표시
- 제조자명:L**********D
- 수입자명:(주)*******즈
- 전화번호:031-***-****
- 사용연령:만 6세 이상
- 제조국:중국

주의사항
파손되거나 변형된 제품은 안전을 위해 사용하지 마세요.화제의 위험이 있으니 불 가까운 곳에서 사용하지 마세요.삼키면 질식할 위험이 있으니 절대로 내용물을 입에 넣지 마세요.사용한 후에는 사용연령 미만의 어린이 손에 닿지 않도록 보관하세요.만 3세 미만 어린이는 사용할 수 없습니다.(작은 부품 포함)